# Історія Люсі Голт (роман)
Історія Люсі Голт (англ. The story of Lucy Gault) – роман ірландського письменника Вільяма Тревора, вперше опублікований видавництвом Viking 01 січня 2002 року.

## Сюжет
Події роману починаються у 20-х роках ХХ століття, коли в Ірландії панували як криза у відношеннях з Британською імперією, так і суспільна, у відношеннях між крупними землевласниками та менш забезпеченими громадянами. До того ж додавались і непрості релігійні відношення між 
католиками та протестантами. 
Капітан Голт, який отримав землю у спадок, мешкає із дружиною Хелоїз та донькою Люсі в Лахардані у власному маєтку.
Однієї ночі троє хлопців скоюють напад на будинок та капітан ранить одного з нападників. Він розуміє, що незабаром вони повернуться помститись та, не бажаючи наражати свою сім’ю на небезпеку, вирішує виїхати з Лахардану.
Люсі незадоволена рішенням батьків, втікає з дому та деякий час переховується у лісі. Голт із дружиною виявляють зникнення доньки, шукають її, та, за результатами пошуку, доходять до висновку, що Люсі потонула у морі.
Засмучені, вони від'їжджають з Ірландії, залишивши будинок під наглядом своєю колишньої прислуги Бріджит та Генрі, доручив решту справ повіреному Саллівану.
Не зазначив адреси, Голти, з метою загоїти душевні рани, їдуть у тривалу подорож Італією та Швейцарією.
Невдовзі після їх від'їзду Генрі знаходить знесилену Люсі, яка змогла дістатись одного з сусідніх будинків.
Він повідомляє Саллівану, але тому, незважаючи на вжиті заходи не вдається знайти батьків Люсі.
Вона залишається в батьківському будинку в Лахардані та зростає під наглядом Бріджит та Генрі, яким допомагають Салліван та канонік Кірбі.
Минають роки, Люсі отримує освіту та все також мешкає у Лахардані, тримаючи надію на повернення батьків та відчуваючи провину за свій поступок.
Вона зустрічає молодого чоловіка на ім’я Ральф, який навчає сусідських дітей, вони закохуються, але Люсі вважає, що не має права на кохання і відмовляє Ральфу у подальших відносинах, залишаючись самотньою.
Тим часом у Швейцарії помирає Хелоїз та Голт вирішує повернутись до Ірландії.
Дізнавшись, що його донька жива, він намагається загладити провину, яку відчуває перед нею, проводячи з Люсі багато часу у бесідах та подорожах.
Одного дня до оселі Голтів приходить Хорахан, один з тих, хто свого часу скоїв напад на будинок та кого поранив капітан.
Хорахан відчуває провину за скоєне і через деякий час під тиском цього почуття божеволіє та опиняється у лікарні, де його до самої смерті відвідує Люсі.

## Сприйняття
За публікацією «The Guardian», «Історія Люсі Голт» це гарний, тонкий та захоплюючий ірландський роман.
У рецензії «Kirkus Reviews» зазначено що, «…незважаючи на слабку манерність і жорсткість у розповіді, це прекрасна історія горя та прощення».

## Відзнаки
- У 2002 році твір відзначений нагородою Costa Book Awards[4].
- У 2003 році - премією для ірландських авторів художньої літератури Kerry Group Irish Fiction Award[5].